# Signario del Castellet de Bernabé
El signario del Castellet de Bernabé (Liria, provincia de Valencia) es un fragmento de signario ibérico nororiental dual, con diez signos completos y fragmentos de otros dos, que está incompleto por ambos lados. Este signario está pintado de izquierda a derecha sobre un fragmento de borde de una tinajita con decoraciones también pintadas que apareció en 1995 en el contexto de destrucción del poblado del Castellet de Bernabé a finales del siglo III a. C. o principios del siglo II a. C. El signario está organizado por parejas de variantes de un mismo signo. En tres de las cinco parejas, ó / o (o' / o), s' / s y to / do (to' / to o tó / to), la variante que lleva un trazo más, la variante compleja, la sorda en el caso de las oclusivas dentales y velares, aparece ante la variante simple, la sonora en el caso de las oclusivas dentales y velares. En otra pareja, las diferencias entre las dos variantes no son muy evidentes, á / a (a / a o a' / a), pero pequeñas diferencias de trazado permiten plantear que la primera sea la compleja. En la pareja final, l / l’ (l / S79), el orden se invierte, quizás como indicio de que el emparejamiento tiene causas distintas. El segundo signo de esta pareja es un signo (l' / S79) muy poco frecuente de valor controvertido, pero para el que se ha propuesto que debería tener algún componente vocálico, ya que casi siempre aparece a continuación del signo l y en ocasiones en inicio de segmento.
]+óos'stodoáall'+[
Pese a las dudas de algunos investigadores, su consideración como signario se ha visto confirmada por la aparición de otros signarios de características similares: el signario del Tos Pelat, con el que comparte la característica de presentar dualidades no sólo en las oclusivas dentales y velares, sino también en las vocales y en algunas consonantes continuas, y los signarios rupestres de Ger y de Bolvir, que sólo presentan dualidades en las oclusivas dentales y velares.
El orden de los signos no coincide exactamente con ninguno de los otros signarios ibéricos conocidos ni tampoco con el que se derivaría del signario de Espanca, del grupo meridional, que era el único signario paleohispánico conocido hasta la aparición de este signario. Su presencia en el borde de una cerámica pintada no parece que estuviera motivado por actividades relacionadas con el aprendizaje de la escritura, sino que se piensa que podría tener una función votiva, como ocurre con abecedarios de epigrafías contemporáneas.